# Ophion oculatus
Ophion oculatus är en stekelart som beskrevs av Arthur W. Parrott 1954. Ophion oculatus ingår i släktet Ophion och familjen brokparasitsteklar. Utöver nominatformen finns också underarten O. o. rugosatus.